# Grijze rifhaai
De grijze rifhaai (Carcharhinus amblyrhynchos) is een haai uit de familie van de requiemhaaien. Het is een van de meest frequente bezoekers van tropisch koraalriffen in de Rode Zee en Grote Oceaan. De haai is overwegend grijs, met een witte buik, en kan ongeveer twee meter lang worden. De punt van de eerste rugvin is wit. Alle overige vinnen hebben een donker uiteinde, waarbij het staartuiteinde een geprononceerde zwarte rand heeft. Zij baren 1-6 jongen in een worp. Het aantal grijze rifhaaien is de laatste jaren afgenomen.

## Gedrag
De haai geldt als niet gevaarlijk voor duikers en opereert vaak in scholen langs de rand van het rif of boven zandbodems. De grijze rifhaai kan (in bepaalde wateren) een typische geritualiseerd dreighouding aannemen die gekenmerkt is door een gebogen kop, sterke gekromde rug en S-vormige houding. Dit is vermoedelijk een uiting van territoriaal gedrag. Dit gedrag schijnt echter vooral voor te komen bij soorten die leven in de Grote Oceaan.
Deze haaien zijn overdag maar vooral ook gedurende de nacht actief, als zij zich voeden met vissen van het rif, inktvissen en kreeftachtigen zoals garnalen en krabben. De haai is sociaal, vormt groepen, is vaak nieuwsgierig en geneigd duikers te benaderen. Het voederen met dode visresten wordt vaak door duikers gebruikt om deze haaien te fotograferen.

## Synoniemen
- Carcharias nesiotes Snyder, 1904[6]
- Galeolamna fowleri Whitley, 1944[7]
- Galeolamna tufiensis Whitley, 1949[8]
- Galeolamna coongoola Whitley, 1964[9]
- Carcharhinus wheeleri Garrick, 1982[10]

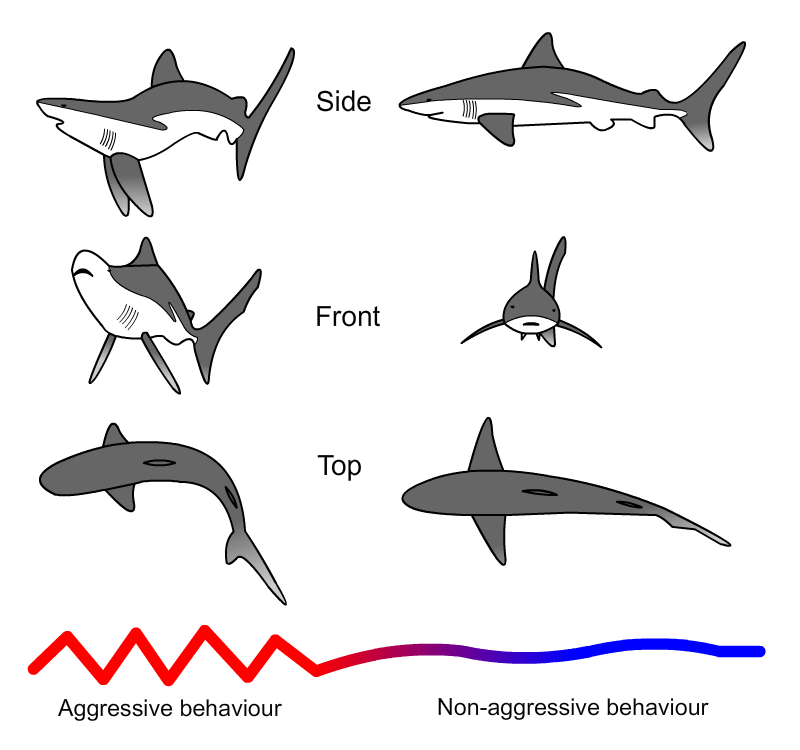
Agonistisch gedrag van grijze rifhaai

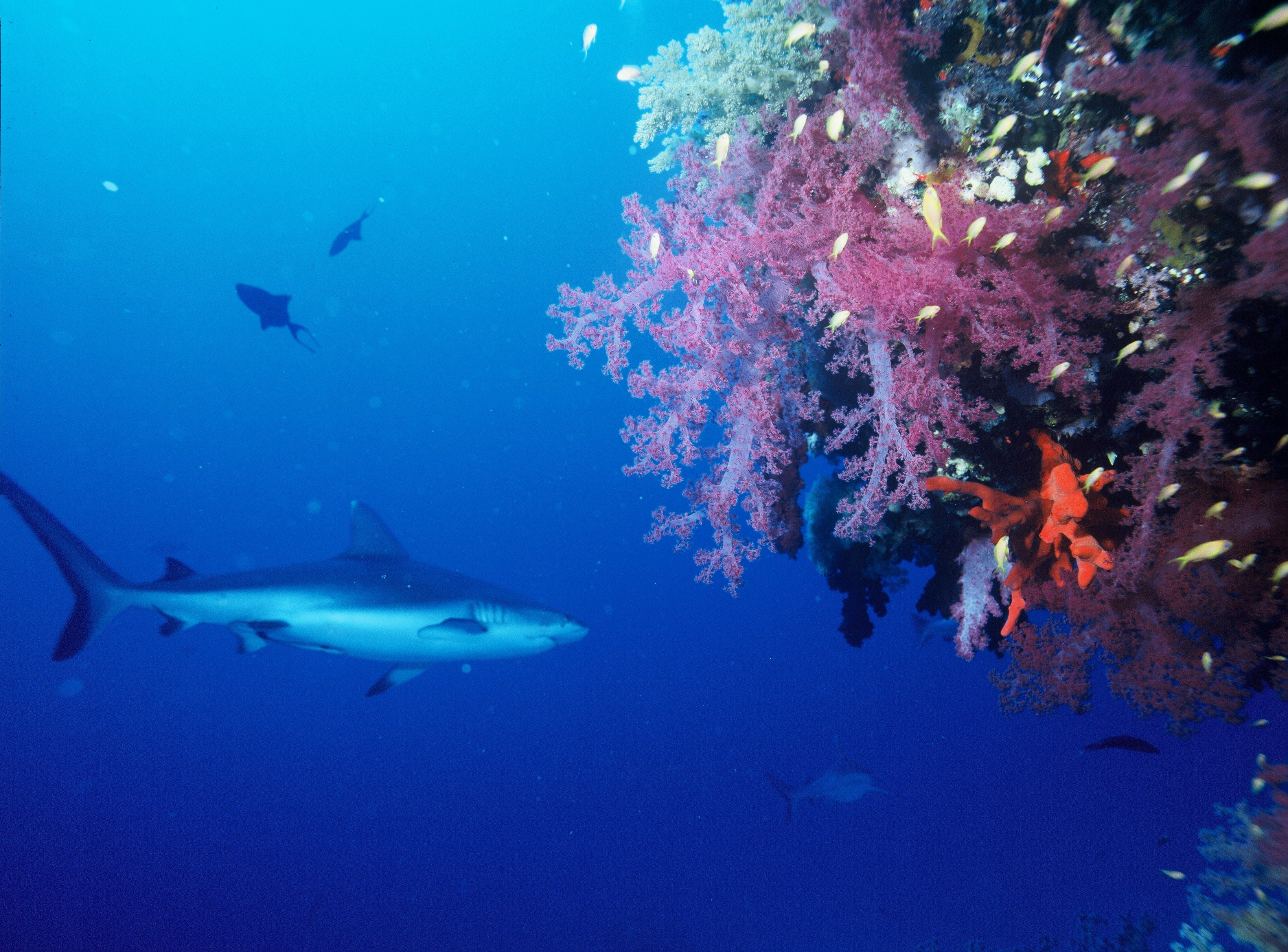
Grijze rifhaai langs koraalwand in Rode zee

Zwartsnuithaai (C. acronotus) · Zilverpunthaai (C. albimarginatus) · Grootsnuithaai (C. altimus) · Sierlijke haai (C. amblyrhynchoides) · Grijze rifhaai (C. amblyrhynchos) · Varkensooghaai (C. amboinensis) · Borneohaai (C. borneensis) · Koperhaai (C. brachyurus) · Tolhaai (C. brevipinna) · Nerveuze haai (C. cautus) · Pacifische kleinstaarthaai (C. cerdale) · Witwanghaai (C. dussumieri) · Zijdehaai (C. falciformis) · Kreekhaai (C. fitzroyensis) · Galapagoshaai (C. galapagensis) · Pondicherryhaai (C. hemiodon) · Fijntandhaai (C. isodon) · Gladtandzwarttiphaai (C. leiodon) · Stierhaai (C. leucas) · Zwartpunthaai (C. limbatus) · Oceanische witpunthaai (C. longimanus) · Hardsnuithaai (C. macloti) · C. macrops · Zwartpuntrifhaai (C. melanopterus) · Schemerhaai (C. obscurus) · Caribische rifhaai (C. perezii) · Zandbankhaai (C. plumbeus) · Atlantische kleinstaarthaai (C. porosus) · Zwartstiphaai (C. sealei) · Nachthaai (C. signatus) · Vlekstaarthaai (C. sorrah) · Australische zwartpunthaai (C. tilstoni)